# Los exitosos Pells
Los Exitosos Pells é uma novela produzida por Underground Contenidos e Endemol Argentina para a Telefe e exibida entre 5 de novembro de 2008 e 15 de julho de 2009
A novela foi protagonizada por Carla Peterson e Mike Amigorena e antagonizada por Hugo Arana, Mirta Busnelli e Andrea Bonelli

## História
A novela gira em torno de um casal de apresentadores de um noticiário de televisão, Sol (Carla Peterson) e Martin Pells (Mike Amigorena). São o casal mais querido e admirado pelo público, mas a realidade não é o que parece. A felicidade do casal é uma farsa, jogo de marketing. Atrás da fama esconde um grande segredo. Martín Pells, na realidade, é gay (namora o filho do dono do jornal, Tomás Andrada), e Sol tem um amante, Diego Planes, que sonha em tomar o lugar de Martín. Durante uma discussão com Franco Andrada, o dono do jornal, Martín Pells sofre um acidente, e fica em coma por tempo indeterminado. Franco, por sua vez, atropela um homem idêntico à Martín, Gonzalo, que fica no lugar do mais famoso jornalista da Argentina na ficção, Martín Pells.

## Elenco
| Ator             | Personagem                    |
| ---------------- | ----------------------------- |
| Carla Peterson   | Sol Pells                     |
| Mike Amigorena   | Martín Pells/Gonzalo Echagües |
| Diego Ramos      | Tomás Andrada                 |
| Hugo Arana       | Franco Andrada                |
| Andrea Bonelli   | Amanda                        |
| Mirta Busnelli   | Marcela Núñez                 |
| Claudia Fontán   | Daniela                       |
| Lucrecia Blanco  | Lily                          |
| Mex Urtizberea   | Sergio                        |
| Walter Quiróz    | Diego Planes                  |
| Fabián Arenillas | Ricardo                       |
| Federico Amador  | Nacho                         |
| Diego Reinhold   | Charly                        |
| Gastón Ricaud    | Juan                          |
| Santago Ríos     | Álvaro                        |